# Рамперсад, Арнольд
Арнольд Рамперсад (Arnold Rampersad; род. 13 ноября 1941, Тринидад и Тобаго) — американский учёный, биографист и литературный критик, специалист по афроамериканской литературе, автор работ по Ричарду Райту, Лэнгстону Хьюзу, Дюбуа.
Доктор философии (1973), эмерит-профессор Стэнфордского университета, член Американского философского общества (1995) и Американской академии искусств и наук.
Удостоен Национальной гуманитарной медали США (2010).
В 1973 году получил степень доктора философии в Гарвардском университете — с диссертацией по Дюбуа.
C 1974 года, с перерывом с 1983 по 1998 год, в Стэнфордском университете; ныне эмерит-именной профессор Sara Hart Kimball Professor in the Humanities. Также работал в Колумбийском и Принстонском университетах. 

### Награды и отличия
- Anisfield-Wolf Book Award[англ.] (1987)
- Стипендия Мак-Артура (1991—1996)
- Национальная гуманитарная медаль США (2010) — вручил Барак Обама
- Anisfield-Wolf Book Award[англ.] Lifetime Achievement Award (2012)[6]
- Harvard Centennial Medal[англ.] (2013)

Почётный доктор Колумбийского университета. Финалист Пулитцеровской премии.

### Книги
- The Art and Imagination of W.E.B. DuBois (1976)
- The Life of Langston Hughes (2 vols., 1986 и 1988)
- (в соавт. с Arthur Ashe) Days of Grace: A Memoir (1993)
- Jackie Robinson: A Biography (1997)
- Ralph Ellison: A Biography (2007)